# Gran Premio motociclistico d'Olanda 2019
Il Gran Premio motociclistico d'Olanda 2019 è stato l'ottava prova su diciannove del motomondiale  2019, disputato il 30 giugno sul TT Circuit Assen. Le vittorie nelle tre classi sono andate rispettivamente a: Maverick Viñales in MotoGP, Augusto Fernández in Moto2 e Tony Arbolino in Moto3.
Per il pilota spagnolo Fernández si tratta della prima vittoria nel contesto del motomondiale.

## MotoGP

### Arrivati al traguardo
| Pos. | Nº | Pilota            | Squadra                     | Motocicletta       | Giri | Tempo     | Griglia | Punti |
| ---- | -- | ----------------- | --------------------------- | ------------------ | ---- | --------- | ------- | ----- |
| 1º   | 12 | Maverick Viñales  | Monster Energy Yamaha       | Yamaha YZR-M1      | 26   | 40'55.415 | 2º      | 25    |
| 2º   | 93 | Marc Márquez      | Repsol Honda                | Honda RC213V       | 26   | +4,854    | 4º      | 20    |
| 3º   | 20 | Fabio Quartararo  | Petronas Yamaha SRT         | Yamaha YZR-M1      | 26   | +9,738    | 1º      | 16    |
| 4º   | 4  | Andrea Dovizioso  | Ducati Team                 | Ducati Desmosedici | 26   | +14,147   | 11º     | 13    |
| 5º   | 21 | Franco Morbidelli | Petronas Yamaha SRT         | Yamaha YZR-M1      | 26   | +14,467   | 9º      | 11    |
| 6º   | 9  | Danilo Petrucci   | Ducati Team                 | Ducati Desmosedici | 26   | +14,794   | 7º      | 10    |
| 7º   | 35 | Cal Crutchlow     | LCR Honda Castrol           | Honda RC213V       | 26   | +18,361   | 6º      | 9     |
| 8º   | 36 | Joan Mir          | Suzuki Ecstar               | Suzuki GSX-RR      | 26   | +24,268   | 5º      | 8     |
| 9º   | 43 | Jack Miller       | Pramac Racing               | Ducati Desmosedici | 26   | +26,496   | 10º     | 7     |
| 10º  | 29 | Andrea Iannone    | Aprilia Racing Team Gresini | Aprilia RS-GP      | 26   | +26,997   | 20º     | 6     |
| 11º  | 44 | Pol Espargaró     | Red Bull KTM Factory Racing | KTM RC16           | 26   | +28,732   | 12º     | 5     |
| 12º  | 41 | Aleix Espargaró   | Aprilia Racing Team Gresini | Aprilia RS-GP      | 26   | +34,095   | 15º     | 4     |
| 13º  | 88 | Miguel Oliveira   | Red Bull KTM Tech 3         | KTM RC16           | 26   | +34,181   | 17º     | 3     |
| 14º  | 63 | Francesco Bagnaia | Pramac Racing               | Ducati Desmosedici | 26   | +34,249   | 13º     | 2     |
| 15º  | 55 | Hafizh Syahrin    | Red Bull KTM Tech 3         | KTM RC16           | 26   | +34,494   | 19º     | 1     |
| 16º  | 53 | Esteve Rabat      | Reale Avintia Racing        | Ducati Desmosedici | 26   | +48,357   | 21º     |       |
| 17º  | 17 | Karel Abraham     | Reale Avintia Racing        | Ducati Desmosedici | 25   | +1 giro   | 16º     |       |

### Ritirati
| Nº | Pilota           | Squadra                     | Motocicletta  | Giri | Griglia |
| -- | ---------------- | --------------------------- | ------------- | ---- | ------- |
| 5  | Johann Zarco     | Red Bull KTM Factory Racing | KTM RC16      | 16   | 18º     |
| 30 | Takaaki Nakagami | LCR Honda Idemitsu          | Honda RC213V  | 4    | 8º      |
| 46 | Valentino Rossi  | Monster Energy Yamaha       | Yamaha YZR-M1 | 4    | 14º     |
| 42 | Álex Rins        | Suzuki Ecstar               | Suzuki GSX-RR | 2    | 3º      |

## Moto2

### Arrivati al traguardo
| Pos. | Nº | Pilota                | Squadra                      | Motocicletta | Giri | Tempo     | Griglia | Punti |
| ---- | -- | --------------------- | ---------------------------- | ------------ | ---- | --------- | ------- | ----- |
| 1º   | 40 | Augusto Fernández     | Flexbox HP 40                | Kalex        | 24   | 39'24.779 | 13º     | 25    |
| 2º   | 41 | Brad Binder           | Red Bull KTM Ajo             | KTM          | 24   | +0,612    | 2º      | 20    |
| 3º   | 10 | Luca Marini           | SKY Racing Team VR46         | Kalex        | 24   | +3,686    | 11º     | 16    |
| 4º   | 12 | Thomas Lüthi          | Dynavolt Intact GP           | Kalex        | 24   | +4,028    | 8º      | 13    |
| 5º   | 45 | Tetsuta Nagashima     | Onexox TKKR SAG              | Kalex        | 24   | +5,391    | 15º     | 11    |
| 6º   | 5  | Andrea Locatelli      | Italtrans Racing             | Kalex        | 24   | +13,127   | 10º     | 10    |
| 7º   | 62 | Stefano Manzi         | MV Agusta Idealavoro Forward | MV Agusta F2 | 24   | +13,183   | 21º     | 9     |
| 8º   | 23 | Marcel Schrötter      | Dynavolt Intact GP           | Kalex        | 24   | +13,567   | 12º     | 8     |
| 9º   | 77 | Dominique Aegerter    | MV Agusta Idealavoro Forward | MV Agusta F2 | 24   | +19,792   | 19º     | 7     |
| 10º  | 72 | Marco Bezzecchi       | Red Bull KTM Tech 3          | KTM          | 24   | +21,291   | 22º     | 6     |
| 11º  | 21 | Fabio Di Giannantonio | Beta Tools Speed Up          | Speed Up     | 24   | +23,591   | 6º      | 5     |
| 12º  | 96 | Jake Dixon            | Sama Qatar Ángel Nieto Team  | KTM          | 24   | +26,585   | 25º     | 4     |
| 13º  | 3  | Lukas Tulovic         | Kiefer Racing                | KTM          | 24   | +30,817   | 27º     | 3     |
| 14º  | 16 | Joe Roberts           | American Racing KTM          | KTM          | 24   | +34,122   | 28º     | 2     |
| 15º  | 27 | Iker Lecuona          | American Racing KTM          | KTM          | 24   | +34,406   | 17º     | 1     |
| 16º  | 4  | Steven Odendaal       | NTS RW Racing GP             | NTS          | 24   | +40,034   | 29º     |       |
| 17º  | 94 | Jonas Folger          | Petronas Sprinta Racing      | Kalex        | 24   | +51,405   | 23º     |       |
| 18º  | 18 | Xavier Cardelús       | Sama Qatar Ángel Nieto Team  | KTM          | 24   | +59,2     | 30º     |       |

### Ritirati
| Nº | Pilota              | Squadra              | Motocicletta | Giri | Griglia |
| -- | ------------------- | -------------------- | ------------ | ---- | ------- |
| 73 | Álex Márquez        | EG 0,0 Marc VDS      | Kalex        | 22   | 4º      |
| 7  | Lorenzo Baldassarri | Flexbox HP 40        | Kalex        | 22   | 16º     |
| 97 | Xavi Vierge         | EG 0,0 Marc VDS      | Kalex        | 19   | 3º      |
| 33 | Enea Bastianini     | Italtrans Racing     | Kalex        | 19   | 9º      |
| 88 | Jorge Martín        | Red Bull KTM Ajo     | KTM          | 14   | 14º     |
| 22 | Sam Lowes           | Federal Oil Gresini  | Kalex        | 10   | 5º      |
| 9  | Jorge Navarro       | Beta Tools Speed Up  | Speed Up     | 10   | 7º      |
| 87 | Remy Gardner        | Onexox TKKR SAG      | Kalex        | 9    | 1º      |
| 11 | Nicolò Bulega       | SKY Racing Team VR46 | Kalex        | 2    | 18º     |
| 24 | Simone Corsi        | Tasca Racing         | Kalex        | 1    | 26º     |
| 64 | Bo Bendsneyder      | NTS RW Racing GP     | NTS          | 1    | 24º     |

## Moto3

### Arrivati al traguardo
| Pos. | Nº | Pilota               | Squadra                     | Motocicletta | Giri | Tempo     | Griglia | Punti |
| ---- | -- | -------------------- | --------------------------- | ------------ | ---- | --------- | ------- | ----- |
| 1º   | 14 | Tony Arbolino        | VNE Snipers                 | Honda        | 22   | 38'03.113 | 3º      | 25    |
| 2º   | 48 | Lorenzo Dalla Porta  | Leopard Racing              | Honda        | 22   | +0.045    | 8º      | 20    |
| 3º   | 84 | Jakub Kornfeil       | Redox PrüstelGP             | KTM          | 22   | +1.562    | 7º      | 16    |
| 4º   | 19 | Gabriel Rodrigo      | Kömmerling Gresini          | Honda        | 22   | +2.158    | 10º     | 13    |
| 5º   | 17 | John McPhee          | Petronas Sprinta Racing     | Honda        | 22   | +2.201    | 22º     | 11    |
| 6º   | 79 | Ai Ogura             | Honda Team Asia             | Honda        | 22   | +2.264    | 6º      | 10    |
| 7º   | 42 | Marcos Ramírez       | Leopard Racing              | Honda        | 22   | +2.436    | 13º     | 9     |
| 8º   | 23 | Niccolò Antonelli    | SIC58 Squadra Corse         | Honda        | 22   | +2.580    | 1º      | 8     |
| 9º   | 7  | Dennis Foggia        | SKY Racing Team VR46        | KTM          | 22   | +2.758    | 23º     | 7     |
| 10º  | 21 | Alonso Lopez         | Estrella Galicia 0,0        | Honda        | 22   | +2.900    | 18º     | 6     |
| 11º  | 55 | Romano Fenati        | VNE Snipers                 | Honda        | 22   | +2.916    | 14º     | 5     |
| 12º  | 44 | Arón Canet           | Sterilgarda Max Racing Team | KTM          | 22   | +3.081    | 9º      | 4     |
| 13º  | 22 | Kazuki Masaki        | BOE Skull Rider Mugen Race  | KTM          | 22   | +3.267    | 15º     | 3     |
| 14º  | 12 | Filip Salač          | Redox PrüstelGP             | KTM          | 22   | +3.737    | 26º     | 2     |
| 15º  | 11 | Sergio García        | Estrella Galicia 0,0        | Honda        | 22   | +12.705   | 16º     | 1     |
| 16º  | 61 | Can Öncü             | Red Bull KTM Ajo            | KTM          | 22   | +12.796   | 17º     |       |
| 17º  | 71 | Ayumu Sasaki         | Petronas Sprinta Racing     | Honda        | 22   | +12.800   | 11º     |       |
| 18º  | 76 | Makar Yurchenko      | BOE Skull Rider Mugen Race  | KTM          | 22   | +12.894   | 24º     |       |
| 19º  | 16 | Andrea Migno         | Bester Capital Dubai        | KTM          | 22   | +33.346   | 21º     |       |
| 20º  | 82 | Stefano Nepa         | Reale Avintia Arizona 77    | KTM          | 22   | +36.069   | 27º     |       |
| 21º  | 54 | Riccardo Rossi       | Kömmerling Gresini          | Honda        | 22   | +51.064   | 30º     |       |
| 22º  | 18 | Ryan Van De Lagemaat | Qnium Racing                | KTM          | 22   | +1'32.359 | 29º     |       |
| 23º  | 69 | Tom Booth-Amos       | CIP Green Power             | KTM          | 22   | +1'48.509 | 28º     |       |

### Ritirati
| Nº | Pilota           | Squadra                     | Motocicletta | Giri | Griglia |
| -- | ---------------- | --------------------------- | ------------ | ---- | ------- |
| 40 | Darryn Binder    | CIP Green Power             | KTM          | 18   | 25º     |
| 13 | Celestino Vietti | SKY Racing Team VR46        | KTM          | 17   | 5º      |
| 25 | Raul Fernández   | Sama Qatar Ángel Nieto Team | KTM          | 17   | 12º     |
| 27 | Kaito Toba       | Honda Team Asia             | Honda        | 17   | 2º      |
| 24 | Tatsuki Suzuki   | SIC58 Squadra Corse         | Honda        | 16   | 4º      |
| 75 | Albert Arenas    | Sama Qatar Ángel Nieto Team | KTM          | 15   | 20º     |
| 5  | Jaume Masiá      | Bester Capital Dubai        | KTM          | 15   | 19º     |